# Scarlett and Black
Scarlett and Black war ein britisches Popduo der 1980er Jahre, welches aus Robin Hild und Sue West bestand.
Beide waren vorher Backgroundsänger der Band Doctor and the Medics. Das Duo veröffentlichte ihren Debütalbum im Jahre 1987 bei ihrer Plattenfirma Virgin Records, welches in den USA 1988 Platz 107 der Billboard 200 Albumcharts erreicht hat. Ihre Debütsingle You Don't Know wurde ein Hit und erreichte in den amerikanischen Billboard Hot 100 Platz 20.
Danach wurde keine Single mehr veröffentlicht und Scarlett & Black blieben ein typisches One-Hit-Wonder der 80er Jahre.